# IAC-CATAC
La Candidatura Autònoma de Treballadors i Treballadores de l'Administració de Catalunya és un sindicat català creat el 1987 a Barcelona per persones que provenien del moviment llibertari així com de Comissions Obreres i persones independents, considera que el sindicalisme s'ha de construir des de la base, a poc a poc, i amb uns principis clars. En 2001 el coordinador general del sindicat Catac-Presons, Manuel Allué, aleshores sindicat majoritari en el sector, fou sancionat un mes per "rigor innecessari" amb un pres de la presó de Quatre Camins. Mitjançant la IAC participa en el Fòrum Social Mundial i té vincles amb sindicats d'arreu d'Europa.
El seu àmbit d'actuació principal són els col·lectius que treballen a les administracions públiques catalanes, amb representació a la Generalitat, ajuntaments, consells comarcals i diputacions. En les eleccions a la Generalitat ha estat un dels sindicats més votats i amb més delegats i delegades a Juntes de Personal. Per tot això, està representat a la Mesa General de Negociació del Personal al Servei de la Generalitat (Mesa General), en la CIVE (personal laboral) i en la Mesa Sectorial de personal administratiu i tècnic. S'ha posicionat a favor de l'independentisme arran del Procés independentista català.